# Larry Rivers
Larry Rivers, född 1923, död 2002, var en amerikansk konstnär.
Larry Rivers arbetade inom popkonsten och tog bland annat intryck av Willem de Kooning.